# Liste der Baudenkmäler im Stadtbezirk Bielefeld-Dornberg
Die Liste der Baudenkmäler im Stadtbezirk Bielefeld-Dornberg enthält die denkmalgeschützten Bauwerke auf dem Gebiet des Stadtbezirks Bielefeld-Dornberg in Nordrhein-Westfalen. Diese Baudenkmäler sind in der Denkmalliste der Stadt Bielefeld eingetragen; Grundlage für die Aufnahme ist das Denkmalschutzgesetz Nordrhein-Westfalen (DSchG NRW).

Eine Übersicht über alle Baudenkmäler in Bielefeld findet sich unter der Liste der Baudenkmäler in Bielefeld.

| Bild                                          | Bezeichnung                                   | Lage                                                   | Beschreibung | Bauzeit                                                                            | Eingetragen seit | Denkmal- nummer |
| --------------------------------------------- | --------------------------------------------- | ------------------------------------------------------ | --- | ---------------------------------------------------------------------------------- | ---------------- | --------------- |
| Fachwerkbauernhaus                            | Fachwerkbauernhaus                            | Bezirk Dornberg Am Bökenkampshof 41 Karte              | Hof Sielemann, Uerentrup Nr. 14. Kleines Fachwerk-Bauernhaus mit Durchgangsdiele von sechs Gebinden, Dreiständerbau. Inschrift am Torbogen. | 1815 (Inschrift Torbogen)                                                          |                  | 159             |
| Doppelscheune                                 | Doppelscheune                                 | Bezirk Dornberg Am Gottesberg 14 Karte                 | Scheune Hof Vormberg, Kirchdornberg Nr. 4. Zweischiffige Schafscheune aus Fachwerk, wahrscheinlich nachträglich an beiden Traufen um niedrige Kübbungen erweitert. Die Inschrift nennt Zimmermeister Heidbreide. | 1780 (Inschrift Torbogen)                                                          |                  | 228             |
| Vierständerhofgebäude mit Kammerfachteil      | Vierständerhofgebäude mit Kammerfachteil      | Bezirk Dornberg Am Gottesberg 14 Karte                 | Bauernhaus Vormberg, Kirchdornberg Nr. 4. Fachwerkhaus, großes Flettdielenhaus mit Kammerfach, Wirtschaftsteil mit reichem Torbogen, dort Engeldarstellungen auf den Kopfbändern, Jahreszahl 1830 und Nennung des Zimmermeisters Casper Henrich Volmer, Kammerfach vom gleichen Zimmermeister, 1828, die Fassaden vermutlich im 19. Jahrhundert verschiefert. | 1828 und 1830 (Inschriften)                                                        |                  | 338             |
| kleines Fachwerkhaus (Küsterhaus)             | kleines Fachwerkhaus (Küsterhaus)             | Bezirk Dornberg Am Tie 1 Karte                         | Einfaches Fachwerkhaus als Teil der Kirchhofbebauung | 19. Jahrhundert                                                                    |                  | 89              |
| kleines Fachwerkhaus                          | kleines Fachwerkhaus                          | Bezirk Dornberg Am Tie 3 Karte                         | Einfaches Fachwerkhaus als Teil der Kirchhofbebauung | 19. Jahrhundert                                                                    |                  | 104             |
| weitere Bilder                                | Ev.-luth. Pfarrkirche St. Peter Kirchdornberg | Bezirk Dornberg Am Tie 17 Karte                        | Kleine dreijochige gotische Saalkirche, Kirchturm im unteren Teil älter. | 14. Jahrhundert                                                                    |                  | 25              |
| BW                                            | Wohnhaus                                      | Bezirk Dornberg An der Wolfskuhle 37 Karte             | Freistehendes Wohnhaus in Hanglage am Bielefelder Stadtwald, als Mitgift für eine Tochter der Industriellenfamilie Delius im Stil der Heimatschutzarchitektur errichtet, Architekt Heinrich Wedegärtner. Im Inneren gediegene wandfeste Ausstattung aus der Bauzeit in außergewöhnlicher Detailfülle mit Fischgrätparkett, Solnhofer Platten, profilierten Türen u.a. erhalten. | 1951, 1958 (Erweiterung)                                                           |                  | 542             |
| Wirtschaftsteil des ehemaligen Lückings Hof   | Wirtschaftsteil des ehemaligen Lückings Hof   | Bezirk Dornberg Babenhauser Str. 112 Karte             | Bauernhaus Lücking, Gellershagen Nr. 5. Großes Vierständer-Bauernhaus, reich beschnitzte Giebelbalken mit christlichen Spruchinschriften, Torbogen mit Engeln, Weinranken etc., Zimmermeister Friedrich Wilhelm Welhöner und Tischlermeister Peter Henrich Niemann. Eine geschnitzte Darstellung auf einer Bohle in der Spitze des Kammerfachgiebels steht unter dem Motto „Fass' dich doch an die eigene Nase“. | 1821 (Inschrift Torbogen)                                                          |                  | 310             |
| BW                                            | Zweiständerfachwerkhaus                       | Bezirk Dornberg Beckendorfstr. 275 Karte               | Heuerlingshaus Landwehr, Deppendorf Nr. 9. Kleines Fachwerk-Durchgangsdielenhaus von 1793. | 1793 (Inschrift)                                                                   |                  | 516             |
| BW                                            | Kotten                                        | Bezirk Dornberg Beckendorfstr. 295 Karte               | Kötterhaus Kirchhoff, Deppendorf Nr. 6. Kleines Durchgangsdielenhaus von 1777, erbaut von Zimmermeister Johann Casper Volmer. | 1777 (Inschrift)                                                                   |                  | 494             |
| BW                                            | Fachwerkgebäude                               | Bezirk Dornberg Bergstr. 28 Karte                      | Bauernhaus Steffen auf dem Berg, später von der Klasingschen Familienstiftung erworben. Hoberge Nr. 11. Kleines Flettdielenhaus, am Torbogen bezeichnet 1780. | 1780 (Inschrift Torbogen)                                                          |                  | 384             |
| Holthof Speichergebäude                       | Holthof Speichergebäude                       | Bezirk Dornberg Deppendorfer Str. 83 Karte             | Kornspeicher Hof Holtmann, Niederdornberg Nr. 5. Zweigeschossiger Fachwerkbau, vor 1990 zum Wohnhaus ausgebaut. Inschriftlich nicht datiert. | 1. Hälfte des 19. Jahrhunderts                                                     |                  | 65              |
| 4-Ständer-Fachwerkhaus                        | 4-Ständer-Fachwerkhaus                        | Bezirk Dornberg Deppendorfer Str. 85 Karte             | Bauernhaus Holtmann, Niederdornberg Nr. 5. Großes Fachwerkhaus von 1799 (Inschrift Kammerfach) und 1800 (Inschrift Torbogen), beide Bauteile von Zimmermeister Johann Henrich Heidbrede. Fachwerk-Querdielenscheune gegenüber dem Bauernhaus von 1826, Zimmermeister Casper Henrich Volmer. | 1799/1800 (Inschriften Kammerfachgiebel und Torbogen)                              |                  | 136             |
| BW                                            | Einfamilienwohnhaus                           | Bezirk Dornberg Dornberger Str. 184 Karte              | Freistehendes Wohnhaus im Stil der klassischen Moderne, errichtet für den Fabrikdirektor Fritz Delius durch den Architekten Richard Woernle. | 1928                                                                               |                  | 311             |
| Hof Meyer zu Hoberge                          | Hof Meyer zu Hoberge                          | Bezirk Dornberg Dornberger Str. 375, 377 Karte         | Hof Meyer zu Hoberge, Hoberge Nr. 1. Großes Vierständer-Fachwerkhaus von 1835, von Zimmermeister Friedrich Niemann. Haferscheune freistehend auf dem Hofplatz von 1793, Zimmermeister Casper Volmer. Zweigeschossiger Kornspeicher südlich des Bauernhauses 1844 von Zimmermeister Friedrich Niemann. Heuerlingshaus mit Durchgangsdiele (Dornberger Straße 377) 1838 ebenfalls von Zimmermeister Friedrich Niemann. Ehemals gegenüber dem Bauernhaus stehende Durchfahrtsscheune (Schafscheune) von 1751 heute nicht mehr erhalten. | 1835 (Bauernhaus), 1793 (Haferscheune), 1844 (Kornspeicher), 1838 (Heuerlingshaus) |                  | 72              |
| Wirtschaftsteil des ehemaligen Schürmannshofs | Wirtschaftsteil des ehemaligen Schürmannshofs | Bezirk Dornberg Gatower Weg 7a Karte                   | Bauernhaus Reiersloh, später Schürmann, Großdornberg Nr. 7. Großes Bruchsteinhaus aus örtlich anstehendem Muschelkalkstein mit Sandsteingliederungen, am Torbogen bezeichnet mit den Namen der Erbauer und der Jahreszahl 1852. | 1852 (Inschrift)                                                                   |                  | 286             |
| Hof Meyer zu Wendischhoff                     | Hof Meyer zu Wendischhoff                     | Bezirk Dornberg Hollensiek 75 Karte                    | Hofanlage Meyer zu Wendischhoff, Niederdornberg Nr. 3. Großes Fachwerk-Bauernhaus von 1796, reich beschnitzter Torbogen mit Posaunen-Engeln, Weinranken und einer Uhr, Zimmermeister Johann Henrich Heidbrede. Durchfahrtsscheune Fachwerkbau von 1805, Zimmermeister Johann Henrich Heidebrede, um 1992 nach einem Brand restauriert. | 1796 (Inschrift Bauernhaus), 1805 (Inschrift Scheune)                              |                  | 119             |
| BW                                            | Fachwerk-Kotten                               | Bezirk Dornberg Kampheide 2 Karte                      | Heuerlingshaus des Hofes Diekmann, Schröttinghausen Nr. 12. Doppelheuerhaus mit Durchgangsdiele, die Inschrift am Torbogen nennt die Erbauer und den Zimmermeister J. H. Hüttemann. | 1796 (Inschrift)                                                                   |                  | 90              |
| Fachwerk-Bauernhaus                           | Fachwerk-Bauernhaus                           | Bezirk Dornberg Poetenweg 44 Karte                     | Bauernhaus Finnberg, Großdornberg Nr. 21. Kleines Zweiständer-Fachwerkhaus mit Kammerfach. Die Inschrift nennt Zimmermeister Johann Wilhelm Welhöner. Restauriert um 1985. | 1728 (Inschrift)                                                                   |                  | 105             |
| BW                                            | ehemalige Wassermühle                         | Bezirk Dornberg Poetenweg 80 Karte                     | Wassermühle Hof Mönckemöller, Hoberge Nr. 6. Schlichter Bruchsteinbau mit Ziegelsteingliederungen. | 2. Hälfte 19. Jahrhundert                                                          |                  | 403             |
| BW                                            | Obere Deppendorfer Mühle                      | Bezirk Dornberg Schloßstraße 79 Karte                  | Hofmühle des 1776 aufgelösten Gutes Deppendorf mit ehemals zwei Mahlgängen aus dem Jahr 1697 mit Anbau von 1948. Erste urkundliche Erwähnung 1535. Restaurierung des historischen Mühlgebäudes von 2001 bis 2015. Umbau und Gesamtnutzungskonzept 2016/17. | 1697                                                                               |                  | 519             |
| Hofanlage                                     | Hofanlage                                     | Bezirk Dornberg Schröttinghauser Str. 75, 79, 71 Karte | Hofanlage Meyer zur Müdehorst, Niederdornberg Nr. 1. Bauernhaus großes Vierständer-Fachwerkhaus von 1791, reicher Torbogenschmuck mit Posaunenengeln, Zimmermeister Johann Hermann Welhöner. Im Kammerfach geschnitzte Holztäfelungen aus der Bauzeit. Heuerlingshaus auf dem Hof (Schröttinghauser Straße 71) von 1805, Zimmermeister Heidebrede. Scheune (Schröttinghauser Straße 79) mit Querdiele, teilweise aus Fachwerk, wohl um 1860.                                                                                         | Haupthaus 1791, Kotten 1805, Scheune um 1860                                       |                  | 100             |